# 愛の形見
愛の形見（あいのかたみ）はミュージシャン・ローカルタレントであるジャガーのメジャーデビューの第4作である。1991年12月21日発売。

## 概要
音楽性としては、ジャガー得意のフォーク・ロックを主体としながらも、それを下地にレゲエ、ラップ、演歌、ロック、歌謡曲といった多岐にわたる音楽性を反映させたフェアライトCMIを駆使した打ち込みのポンチャック歌謡曲といった仕立てである。
それまでのフォーク・ロック主体としたアルバムから、帯に当時「え、これがジャガー？」と書かれたように日本人の演歌を色濃く反映させた作りとなる、代表曲のひとつである「房総半島」を収録したアルバムである。
そして、ジャガー当人も売り上げは最高レベルと発言している。